# Municipio de Calumet (Indiana)
El municipio de Calumet (en inglés: Calumet Township) es un municipio ubicado en el condado de Lake en el estado estadounidense de Indiana. En el año 2010 tenía una población de 104258 habitantes y una densidad poblacional de 585,87 personas por km².

## Geografía
El municipio de Calumet se encuentra ubicado en las coordenadas 41°35′7″N 87°21′19″O / 41.58528, -87.35528. Según la Oficina del Censo de los Estados Unidos, el municipio tiene una superficie total de 177.95 km², de la cual 158.99 km² corresponden a tierra firme y (10.66%) 18.97 km² es agua.

## Demografía
Según el censo de 2010, había 104258 personas residiendo en el municipio de Calumet. La densidad de población era de 585,87 hab./km². De los 104258 habitantes, el municipio de Calumet estaba compuesto por el 25.23% blancos, el 69.61% eran afroamericanos, el 0.31% eran amerindios, el 0.3% eran asiáticos, el 0.02% eran isleños del Pacífico, el 2.3% eran de otras razas y el 2.23% pertenecían a dos o más razas. Del total de la población el 7.03% eran hispanos o latinos de cualquier raza.